# Colinda
(Allons danser) Colinda is een standaardsong in de cajunmuziek. Het werd voor het eerst opgenomen in 1929, maar het lied zelf is ouder. Het is internationaal bekend van de single van Lucille Starr uit 1965.
Colinda is mogelijk afgeleid van de calinda, een dans die door afro-caraïbische slaven naar New Orleans en Louisiana werd gebracht.

## Tekst
In de tekst vraagt een jongen stiekem een meisje, Colinda, ten dans, terwijl haar moeder niet kijkt. Het nummer heeft een tekst in het Frans en het Engels, die vaak afwisselend wordt gezongen.
Allons danser Colinda
Danser collé Colinda
Pendant ta mère est pas là
Pour faire fâcher les vieilles femmes.
C'est pas tout le monde qui peut danser
Tous les vieilles valses des vieux temps
Pendant ta mère est pas là
Allons danser Colinda

## Opnamen
De oudste opname van Colinda was Madame Young donnez moi votre plus jole blonde van Dennis McGee en Sady Courville in 1929. De eerste opname onder de naam Allons danser Colinda (gespeld als Allons Danse Colinda) is van Happy Fats en Doc Guidry uit 1946. Sindsdien werd het nummer uitgebracht door verschillende cajun- en niet-cajunartiesten:
- Jimmie Davis (1949)
- Cookie & The Cupcakes (1950)
- Wallace 'Cheese' Read (1956)
- Rod Bernard (1961)
- Lucille Starr (1965)
- Hackberry Ramblers (1965)
- Moon Mullican (1969)
- Gene Vincent, als Danse Colinde (1970)
- Sir Douglas Quintet (1971)
- Doug Kershaw (1971)
- Jimmy C. Newman (1974)
- Fiddlin' Frenchie Burke (1975)
- Rockin' Dopsie & The Cajun Twisters (1980)
- Tail Gators (1987)
- Zachary Richard (1991)
- Electric Bluebirds (1997)
- Balham Alligators (1997)

## Lucille Starr
Colinda werd in 1965 opgenomen door de Canadese zangeres Lucille Starr. Het is de B-kant van de single Crazy arms, maar soms wordt het ook als de A-kant beschouwd. De single verscheen op London Records, maar was een productie van Herb Alpert en Jerry Moss van A&M Records.
In 1981 wordt het nummer opnieuw uitgegeven op een single, maar dit keer in de serie "Do you remember" met op de B-kant het nummer Jolie Jacqueline.

### Tracklist

#### 7" Single
London FLX 3142
1. Crazy arms - 2:41
2. Colinda - 2:12

Barry 3301X (1964)
1. Crazy arms - 2:41
2. Colinda - 2:12

#### "Do You Remember" - 7" Single
A&M AMS 9183-1 (1981)
1. Colinda - 2:12
2. Jolie Jacqueline - 2:20

### Hitnoteringen
| Crazy arms / Colinda       | Crazy arms / Colinda  | Crazy arms / Colinda | Crazy arms / Colinda | Crazy arms / Colinda | Crazy arms / Colinda | Crazy arms / Colinda | Crazy arms / Colinda | Crazy arms / Colinda | Crazy arms / Colinda | Crazy arms / Colinda | Crazy arms / Colinda | Crazy arms / Colinda | Crazy arms / Colinda | Crazy arms / Colinda | Crazy arms / Colinda | Crazy arms / Colinda | Crazy arms / Colinda | Crazy arms / Colinda | Crazy arms / Colinda | Crazy arms / Colinda | Crazy arms / Colinda | Crazy arms / Colinda | Crazy arms / Colinda | Crazy arms / Colinda |
| Hitlijst                   | Datum van binnenkomst | Week:                | 1                    | 2                    | 3                    | 4                    | 5                    | 6                    | 7                    | 8                    | 9                    | 10                   | 11                   | 12                   | 13                   | 14                   | 15                   | 16                   | 17                   | 18                   | 19                   | 20                   | 21                   | Laatste notering     |
| -------------------------- | --------------------- | -------------------- | -------------------- | -------------------- | -------------------- | -------------------- | -------------------- | -------------------- | -------------------- | -------------------- | -------------------- | -------------------- | -------------------- | -------------------- | -------------------- | -------------------- | -------------------- | -------------------- | -------------------- | -------------------- | -------------------- | -------------------- | -------------------- | -------------------- |
| Nederlandse Top 40         | 16-01-1965            | Positie:             | 27                   | 28                   | 26                   | 17                   | 14                   | 9                    | 8                    | 5                    | 4                    | 3                    | 3                    | 4                    | 5                    | 5                    | 4                    | 6                    | 8                    | 12                   | 13                   | 18                   | 18                   | 05-06-1965           |
| Tijd voor Teenagers Top 10 | 20-02-1965            | Positie:             | 8                    | 6                    | 5                    | 4                    | 4                    | 4                    | 3                    | 2                    | 2                    | 3                    | 5                    | 5                    | 5                    | 7                    | 9                    |                      |                      |                      |                      |                      |                      | 29-05-1965           |

### NPO Radio 2 Top 2000
Colinda stond alleen in 1999 in de NPO Radio 2 Top 2000, op plek 1865.